# Dominique Joly
Dominique Joly,,,, née le 2 juin 1953 à Villemoisson-sur-Orge, est une historienne et auteure française de livres spécialisés dans la jeunesse. Elle publie son premier livre en 1987 alors qu’elle enseigne au collège et au lycée l’histoire et la géographie. Elle a publié une centaine de livres qui sont traduits dans une dizaine de langues. Elle est la belle-sœur de Fanny et Sylvie Joly.

## Biographie
Née dans la région parisienne, Dominique Joly est la seconde d’une famille de quatre filles.  Après des études à Sciences-Po Paris et à la Sorbonne, elle a été professeur d’histoire au collège et au lycée. Aujourd’hui, elle enseigne à l’Université de Paris Est Marne la Vallée, rencontre régulièrement ses lecteurs dans les établissements scolaires ou dans les salons du livre,, anime des ateliers d’écriture dans le cadre de l’opération « Voyages En Ville », aide des jeunes éditeurs du SIPAR à se former au Cambodge et donne des conférences,. 
Ses ouvrages s'adressent à des jeunes de 6 à 16 ans et portent principalement sur des sujets historiques : documentaires, romans, et bandes dessinées,,,,.

## Œuvres
- L'Histoire du Monde en BD : Les Grandes Découvertes. Illustrations d'Emmanuel Olivier. Casterman. 2018
- Le Château de Versailles en BD. Illustrations de Cléo Germain. Editions Belin. 2018
- L’Histoire de France en BD, illustrations de Bruno Heitz : De Gaulle et le XXe siècle. Casterman. 2017
- L'histoire du Monde en BD : Rome et son Empire. Illustrations d'Emmanuel Olivier. Casterman. 2017
- Le Moyen Âge en BD. Belin Jeunesse 2017. Illustrations d'Alexandre Franc. Collection "Bulles d'Histoire". Éditions Belin. 2017
- Sous La Révolution française, journal de Louise Médréac - 1789-1791.  Gallimard Jeunesse. Folio Junior. Collection "Mon Histoire".  2017
- À la Cour de Louis XIV, journal d'Angélique de Barjac 1684-1685. Gallimard Jeunesse. Folio Junior. Collection "Mon Histoire".  2016
- L'Histoire de France en BD : De la Préhistoire à nos jours, illustrations de Bruno Heitz  - L'intégrale. Casterman. 2015
- Un bal à la Cour de Versailles. Illustrations de Maud Liénard. Fleurus. 2015
- Marie-Antoinette, une princesse à la cour de Vienne. Belin Jeunesse. Éditions Belin 2015
- Au temps de l’esclavage, illustrations de Ginette Hoffmann Casterman. 2015
- L’Histoire de France en BD, illustrations de Bruno Heitz : François Ier et la Renaissance. Casterman. 2015
- L’Histoire de France en BD, illustrations de Bruno Heitz : Napoléon et l’Empire Casterman. 2015
- L’Histoire de France en BD, illustrations de Bruno Heitz : La Révolution Française 1789-1795 Casterman. 2014
- Léon sur le chantier de la Tour Eiffel. Journal d'un ouvrier 1888-1889.  Gallimard Jeunesse. Coll. Mon Histoire. 2014
- L’Histoire de France en BD, illustrations de Bruno Heitz : La Grande Guerre Casterman. 2014
- L’Histoire de France Fleurus. Coll. Cherche et Trouve. 2014
- L’Histoire de France en BD, illustrations de Bruno Heitz : Vercingétorix et les Gaulois. Casterman. 2013
- L’Histoire de France en BD, illustrations de Bruno Heitz : Louis XIV et Versailles. Casterman. 2013
- L’Histoire de France en BD, illustrations de Bruno Heitz : Saint-Louis et le Moyen Âge. Casterman. 2013
- L’Histoire de France en BD, illustrations de Bruno Heitz T1. T2.T3 Casterman.  2012
- Les Chevaliers. Casterman. Docu BD. 2012
- La Révolution Française Fleurus. 2011
- Yves. captif des pirates. Journal de bord 1718.  Gallimard Jeunesse. Coll. Mon Histoire. 2010
- Suzie et Godefroy avec Fanny Joly : Allo 1313 ?  Sarbacane 2009
- Les Pirates.  Tourbillon. 2008
- Atlas des Merveilles du Monde.  Casterman. Coll. Atlas.  2007
- La vie quotidienne des Vikings.  Gallimard Jeunesse. Coll. Mes Premières Découvertes. Livre-Rébus.  2006
- Les dieux d’Égypte. Sélection prix Clio Jeunesse Senlis. Tourbillon. Coll. la Fabuleuse Histoire.  2006
- La vie quotidienne au temps de la PréHistoire.  Gallimard Jeunesse; Coll. Mes Premières Découvertes. Livre-Rébus. 2005
- Paris à la fin du XIXe siècle.  La Martinière Jeunesse. Coll. La Vie des Enfants 2005
- Le Dico des Pirates et des Corsaires. La Martinière Jeunesse. Coll. Les dicos. 2005
- Alexandre Le Grand. Nathan. Coll. Contes et Récits  2005
- Alexandre le Grand.  Tourbillon.Coll. la Fabuleuse Histoire.  2005
- Dictionnaire des Rois et des Reines de France.  Casterman. 2004
- La géographie. Gallimard Jeunesse. Coll. Mes Premières Découvertes.  2004
- La vie quotidienne au Moyen Âge. Gallimard Jeunesse. Coll. Mes Premières Découvertes. Livre-Rébus.  2004
- Moyen Âge. Fleurus. Encyclopédie Junior.  2003
- Au temps de la traite des noirs. Festival du Livre "Étonnants voyageurs" de Saint-Malo. Casterman. Coll. des Enfants dans L'Histoire 2002
- Jésus et le Christianisme.  Casterman. Coll. Quelle Histoire ! 2002
- Quinze récits d'animaux dans la Bible. Flammarion. Castor Poche.  2002
- Civilisations Fleurus. Encyclopédie Junior.  2002
- Le château fort. Gallimard Jeunesse. Coll. Mes Premières Découvertes. Livre-Rébus.  2002
- Les hommes préhistoriques.  Nathan Jeunesse. Coll.  Kididok. 2001
- Partie Histoire. Nathan. Encyclopédie Dokéo.  2001
- Les Petits Bateaux d'après l'émission de Noëlle Bréham de France Inter.   Pocket 2001
- L’avion. Casterman. Coll. Quelle Histoire ! 2000
- Sur les pas des pharaons. Gallimard Jeunesse. Coll. Les Racines du Savoir.  2000
- Dictionnaire des religions. Hachette Jeunesse. Coll. Livre de Poche Jeunesse.  2000
- Atlas des religions du Monde.  Casterman. Coll. Atlas.  1999
- La Montagne. Gallimard Jeunesse. Coll. Mes Premières Découvertes. 1999
- Dictionnaire des inventions. Hachette Jeunesse. Coll. Livre de Poche Jeunesse.  1999
- L'avion. Gallimard Jeunesse. Coll. Secrets.  1998
- La pyramide. Gallimard Jeunesse. Coll. Secrets.  1998
- Religions et Croyances. Hachette Jeunesse. Coll. en Savoir Plus.  1998
- L'aventure des grands explorateurs. Nathan. Coll. Mégascope.  1998
- Romains. Romaines. Nathan. Coll. Mégascope.  1998
- Existe. n'existe pas ? Nathan. Coll. Superscope.  1998
- Atlas des grands fleuves du Monde. Casterman. Coll. Atlas.  1997
- Les dinosaures. Gallimard Jeunesse. Coll. Secrets.  1997
- Les grandes inventions. Hachette Jeunesse. 1997
- La PréHistoire.  Gallimard Jeunesse. Coll. Mes Premières Découvertes. 1996
- Atlas de France. Gallimard Jeunesse. Coll. Mes Premières Découvertes. 1996
- La Mesure du temps.  Gallimard Jeunesse. Coll. Secrets.  1996
- La Tour Eiffel. Casterman. Coll. Histoire à la Trace.  1995
- Sur les routes du Monde. Gallimard Jeunesse. Coll. Les Racines du Savoir.  1995
- Atlas des civilisations. Gallimard Jeunesse. Coll. Mes Premières Découvertes.  1995
- Explorations et découvertes.  Hachette Jeunesse. Coll. en Savoir Plus.  1995
- Partie historique et géographique. Hachette Jeunesse. Encyclopédie Master Benjamin. 1995
- Les religions du Monde. Totem documentaire Salon du Livre de Jeunesse de Montreuil. Larousse. Coll. Encyclopédie des Jeunes.  1995
- Atlas des grandes villes du Monde. Casterman. Coll. Atlas.  1994
- écouvre les plantes et crée ton jardin. Prix Saint Fiacre. Prix Nature Fondation EDF Mango. Coll. Nature Mode d'Emploi.  1994
- Partie historique. Hachette Jeunesse. Encyclopédie Master Cadet.  1993
- l'Histoire. Larousse. Coll.  Ma Première Encyclopédie. 1993
- Explore la mer et ses rivages. Mango. Coll. Nature Mode d'Emploi.  1993
- L'ampoule électrique. et la lumière fut.  Casterman. Coll. Les objets font l'Histoire.  1992
- Sur les pas des marchands. Gallimard .Coll. Découverte Benjamin.  1992
- La cloche à toute volée dans la vie des Hommes. Casterman. Coll. Les objets font l'Histoire.  1991
- Le roi et sa cour. Gallimard. Coll. Découverte Benjamin.  1991
- Les métiers des hommes. Gallimard. Coll. Encyclopédie Benjamin. 1991
- Alexandre le Grand aux portes de l'Inde.  Hachette Jeunesse. Coll. Les Tournants de l'Histoire.  1989
- L'Histoire de France.  Nathan. Coll.  QuestionS-Réponses. 1989
- Qui sont les animaux de la ferme ?  Gallimard. Coll. Découverte Benjamin. 1988
- Grains de sel Gallimard. Coll. Découverte Benjamin.  1987